# 김인섭 단계문집 목판
김인섭 단계문집 목판(金麟燮 端溪文集 木板)은 대한민국 경상남도 산청군에 있는, 조선 후기의 문신인 단계 김인섭(1827-1903)의 문집을 널리 알리고자 1908년에 새긴 책판이다.
1982년 8월 2일 경상남도의 유형문화재 제208호 단계선생문집책판으로 지정되었다가, 2018년 12월 20일 현재의 명칭으로 변경되었다.

## 개요
이 책판은 조선 후기의 문신인 단계 김인섭(1827-1903)의 문집을 널리 알리고자 1908년에 새긴 것이다.
김인섭은 17세에 진사에 합격하고, 20세에 문과에 급제하여 사간원 정언이 되었다. 32세에 벼슬을 버리고 고향으로 돌아왔다. 36세 때인 1862년에 부친이 민중봉기에 연루되어 임자도로 귀향가게 되자 같이 따라 갔다. 41세 때에는 백성을 괴롭힌다는 어사의 거짓 상소로 인해 강원도 간성으로 1년간 귀향살이를 했다.
이 책판은 그가 세상을 떠난 지 6년 후에 그의 문인들에 의해 14권 7책으로 만들어졌다. 그후 1965년에 그의 후손인 김천수에 의해 다시 속집 2권과 연보부록 1권이 간행되었다. 그러므로 『단계집』은 모두 원집 14권 7책, 속집부록이 2책, 도합 9책이다. 현재 지방문화재로 지정된 것은 원집 14권 7책이며, 두곡서원 장판각에 보관되어 있다.

## 참고 문헌
- 김인섭 단계문집 목판 - 국가유산청 국가유산포털